# Albrecht II. (Hoya)
Albrecht II. von Hoya (* 1526; † 18. März 1563) war von 1545 bis 1563 Graf von Hoya.

## Leben
Albrecht war Sohn von Jobst II. von Hoya und dessen Frau Anna von Gleichen. Zunächst beteiligte er seine Brüder Erich und Otto an der Regierung, die 1553 zu seinem Gunsten verzichteten und Albrecht regierte fortan alleine. 1561 heiratete Albrecht Katharina von Oldenburg. Nachdem er kinderlos starb, regierten seine Brüder nacheinander bis Otto 1582 als letzter Graf von Hoya starb und die Dynastie damit erlosch. Seine Frau Katharina († 1620) überlebte ihn noch viele Jahre.